# 友野印刷
友野印刷株式会社（とものいんさつ、英: Tomono Printing Co., Ltd）は、岡山県岡山市に本社を置く日本の印刷会社。

## 概要
印刷業のほか、インターネット関連事業・動画制作事業などを行っている。

## 沿革
- 1961年　1月      創業
- 1961年　9月      会社設立
- 1965年　オフセット印刷開始
- 1968年　4月　法令出版部門を西日本法規出版（株）として分社独立
- 1973年　4月	議事録発行事業を（株）議事録発行センターとして分社独立
- 1973年　5月　岡山市丸の内2丁目に社屋を新築
- 1980年　2月　資本金を3,000万円に増額
- 1983年　1月	新社屋完成により岡山市北区高柳西町に社屋移転
- 1988年　フィルム製版開始（フルライン）
- 1988年　4色機を導入
- 1990年　4月	デザイン室設立
- 1992年　2月	業務拡張により本社社屋増築
- 1992年　4月	DTP導入、デジタルでの製作を開始
- 1993年　電算写植廃止、Macへ移行
- 1994年　4月	インターネット関連事業開始
- 1997年　1月	大阪営業所開設
- 1998年　OMS事業部設立（現Web・DBソリューション係）
- 1998年　3月	データベース構築事業開始
- 2003年　12月	マイバム事業開始[1][2]
- 2005年　6月	プライバシーマーク取得
- 2006年　1月	出版事業ふくろう出版として開始
- 2008年　フィルムを廃止し完全デジタル化へと移行する
- 2009年　2月	DMセンターを開設
- 2009年　4月	ソリューション事業部を開設
- 2010年　9月	会社設立50周年式典
- 2011年　6月	業務効率化のため工場増築
- 2013年　10月	okayama ebooks事業開始
- 2013年　12月	デザイン・写真画像素材集DVD「tomo庫」発売開始
- 2014年　5月	デジタルイメージ写真集「movipic」サービス開始
- 2016年　10月	ソリューション事業部をアップライム（株）として分社独立
- 2019年　3月	富士ゼロックス・岡山印刷工業組合青年部会とのコラボイベント開催
- 2019年　7月	周年記念サポートサイト公開
- 2020年　6月	抗菌印刷を開始[3]。翌月には抗菌マスクケース「マス菌ガード」を販売開始[4]
- 2020年　6月	公式通販サイトオープン
- 2022年　2月	紙製クリアファイルを受注開始[5]

## 主な事業分野と製品・サービス

### 印刷事業
- ポスター、カタログ、パンフレット、チラシ、パッケージ、ノベルティ、名刺、各種カード、ラベル、DM、半透明紙製クリアファイル

### ウェブ事業
- ウェブサイト、デジタルコンテンツ、各種プロモーション企画

### データベース事業
- データベース、デジタルソリューション

### 企画・デザイン事業
- ブランディング、広告企画、印刷物デザイン、ロゴデザイン、パッケージデザイン

### 動画制作事業
- 撮影・編集、動画広告、動画配信

## 営業拠点・営業所

### 本社
- 岡山県岡山市北区高柳西町1-23

### 大阪営業所
- 大阪市都島区東野田町2-8-14 中島ビル4F

## 関連会社
- 株式会社議事録発行センター
- アップライム株式会社